# Giudice penale
Il giudice penale è l'organo giudicante nell'ambito del diritto penale.

## Tipologie
Nonostante l'organo giudicante in questione sia già il frutto di una distinzione rispetto ad altri giudici di altri rami dell'ordinamento giuridico, ci sono vari tipi di giudice penale. La distinzione più generica è fra giudice ordinario e giudice speciale.
Ogni ordinamento segue tuttavia una propria articolazione per soggetti e funzioni.

## Capacità del giudice penale
La capacità del giudice penale è prevista all'interno dell'art. 33 del codice di procedura penale.
Il comma 1 stabilisce che "le condizioni di capacità del giudice penale e il numero di giudici necessario per costituire i collegi sono stabilite dalle norme dell'ordinamento giudiziario". Parlare di capacità presuppone che il soggetto esiste e quindi esulano da tale comma discussioni inerenti sul "se il giudice abbia o meno la capacità" (quali ad esempio il dubbio se un giudice abbia effettivamente superato l'esame per l'ammissione in magistratura). La capacità deve essere intesa in astratto (cioè l'immissione del giudice nell'ufficio giudiziario, il conferimento delle relative funzioni e la composizione dell'organo nel numero previsto dalla legge) e in concreto (vale a dire le condizioni di indipendenza e imparzialità che lo devono caratterizzare, in mancanza delle quali si configurerà la figura del judex suspectus che crea situazioni di incompatibilità per un determinato processo per tutti).
Il comma 2 stabilisce che "Non si considerano attinenti alla capacità del giudice le disposizioni relative alla destinazione del magistrato ad un determinato ufficio giudiziario e quelle relative alla formazione dei collegi e all'assegnazione dei processi a sezioni, a collegi e a singoli giudici". Si è voluto con tale comma in sostanza evitare che una eventuale inosservanza di tali disposizioni finisca con l'incidere con la validità degli atti del processo. Quando, però, la destinazione di un magistrato ad un certo ufficio venga intesa come immissione nell'ufficio giudiziario, o la formazione del collegio venga a risolversi nella composizione di un organo i cui membri, o alcuni di essi, siano privi dei requisiti che dovrebbero possedere tale regola cade.
Il comma 3 stabilisce che "non sono attinenti alla capacità del giudice le disposizioni relative alla ripartizione delle attribuzioni tra tribunale a composizione collegiale e il tribunale in composizione monocratica". Quasi che le disposizioni concernenti l'attribuzione di un fatto ad un giudice unico o ad un collegio fosse solo legato alla struttura organizzativa dell'ufficio stesso. Tuttavia guardando il comma uno si vede, invece, che il numero di giudici necessario per costituire un collegio è anch'esso un requisito della capacità. Per cui questo comma 3 va letto come un completamento del concetto del comma 1 nella misura in cui le norme che regolano l'attribuzione di un determinato fatto a un giudice monocratico o collegiale non si considerano attinenti al numero di giudici richiesto per costituire l'organo giudicante. Una cosa, in realtà, assai complessa da intendere.

## Incompatibilità
Un giudice è incompatibile quando si realizzano dei presupposti previsti dalla legge. Gli atti compiuti dal giudice incompatibile, nonostante la dottrina li ritenga nulli, per la giurisprudenza costituiscono solamente motivo di astensione e ricusazione.

### Per atti compiuti precedentemente
Il giudice penale è incompatibile col proprio ruolo nei casi elencati dall'art.34 c.p.p.:
- Se ha già giudicato o ha svolto un ruolo principale nella determinazione della sentenza in un grado del procedimento
- Se ha emesso il provvedimento come GUP nell'udienza preliminare, se ha decretato il giudizio immediato o se ha svolto ruolo decisivo come giudice per le indagini preliminari
- Chi ha partecipato attivamente al processo come Pubblico Ministero, difensore, polizia giudiziaria, curatore, procuratore speciale, testimone, perito, consulente o ha proposto denunce, querele, istanze
- Per i decreti penali di condanna e le udienze preliminari, non può giudicare il GIP precedente, salvo che abbia esclusivamente provveduto all'assunzione dell'incidente probatorio e in altri sporadici casi particolari previsti dalla legge)

In generale si può dire che qualsiasi attività svolta in precedenza rende il giudice incompatibile in quanto comprometterebbe la sua terzietà. La stessa Corte Costituzionale ha aggiunto nel tempo numerose fattispecie non previste dall'art. 34, desumibili dalla violazione degli art. 76 e 77 della Costituzione, mentre era stata di orientamento opposto nel caso del GIP quaora avesse adottato provvedimenti che però non comportavano la determinazione della valutazione contenutistica circa la consistenza dell'ipotesi accusatoria (sentenza n.401/1991). In questa situazione è intervenuto, però, anche il legislatore nel 1999 che ha vietato in linea generale al GIP di prendere parte alle fasi successive del processo.

### Per la qualità della persona
L'artt. 35-36-37 prevedono altre figure di incompatibilità, relative alla persona del giudice:
- quando sussiste un rapporto di parentela e affiliazione tra i magistrati, che non possono esercitare nello stesso tribunale, o fra vari professionisti legali
- quando il giudice ha un rapporto con l'oggetto del processo o con le parti o i loro difensori

## Competenza
La giurisdizione penale è ripartita tra gli organi titolari del potere di giudicare in base a vari criteri di competenza.
- Competenza funzionale: è la ripartizione in base al grado e allo stato del processo, con la quale si assegnano le indagini preliminari al GIP, l'udienza preliminare al GUP, il primo grado dibattimentale al tribunale o alla Corte d'assise, il secondo alla Corte d'appello e l'ultimo alla Corte di cassazione
- Competenza per materia: è la ripartizione in base al tipo di reato da giudicare. Innanzitutto l'art.5 c.p.p. individua la competenza della Corte d'assise, che giudica i delitti per i quali è prevista la pena dell'ergastolo o una reclusione di 24 anni, esclusi i delitti di tentato omicidio, rapina ed estorsione, con qualsiasi aggravante, nonché i delitti previsti dall'art.630 c.p. e dal D.P.R. 9 ottobre 1990, n.309 modificato dalla legge 21 aprile 1999 n.29, dai delitti consumati enunciati dagli artt. 579, 580 e 584 c.p. e da ogni delitto doloso se ha cagionato la morte di qualcuno, salvo per le ipotesi previste dagli artt.586, 588 e 593 c.p. Il giudice di pace giudica nei casi previsti dall'art.4 del d.lgs. 28 agosto 2000 n.274. Il tribunale in via residuale del resto
- Competenza territoriale: è l'ultima ripartizione, operante dopo l'individuazione della materia, fra i vari distretti geografici. L'art.8 c.p.p. sancisce le regole per la determinazione del giudice territorialmente competente. Innanzitutto, è competente il giudice del luogo ove è stato consumato il reato. Se a causa del reato è morto qualcuno, però, competente è il giudice dell'avvenuta azione od omissione. Nel caso di reato permanente è competente in ogni caso il giudice del luogo in cui ha avuto inizio la consumazione, mentre nel caso di delitto tentato è competente il giudice dell'ultimo atto. L'art.9 soccorre i principi generali dell'8, qualora non sono determinabili i criteri d'individuazione: il giudice competente è innanzitutto quello dell'ultimo luogo noto in cui si è svolta parte dell'azione, e qualora non fosse comunque conoscibile, competente è il giudice della residenza, della dimora oppure del domicilio dell'imputato. Se anche in questo caso fosse impossibile risalire a un criterio, competente è il giudice della sede del PM che per primo ha iscritto la notizia di reato.

L'art.10 c.p.p. disciplina la competenza per i reati commessi all'estero.
I tipi di competenza possono essere ovviamente derogati dal criterio di connessione.